# برشاوشان أذيني
برشاوشان أذيني (الاسم العلمي:Adiantum auriculatum) هو نوع غير مؤكد من النباتات يتبع جنس البرشاوشان من الفصيلة الديشارية.